# 埃米莉·尼尔森

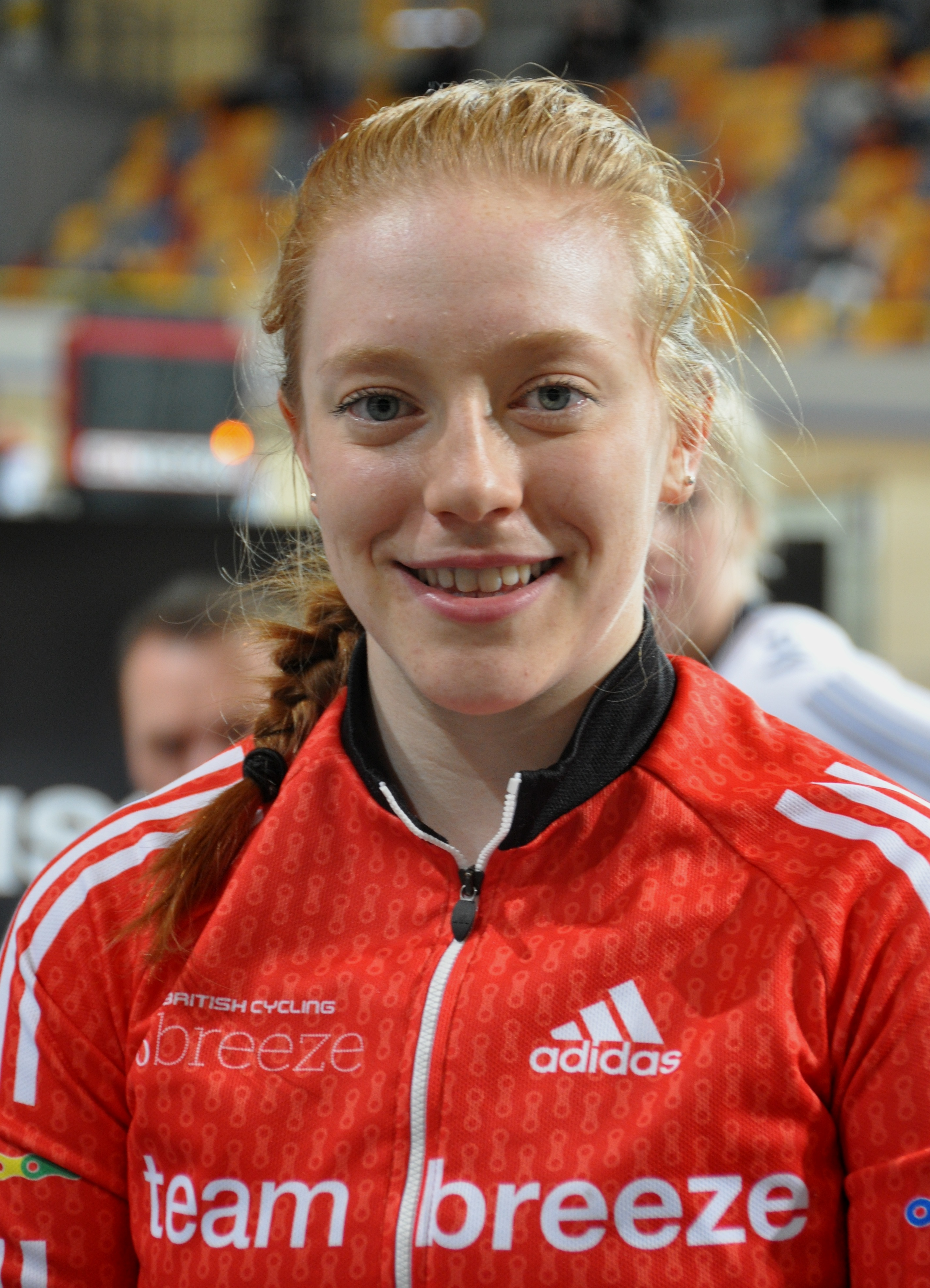
埃米莉·尼爾森（2016年）

埃米莉·尼尔森（英語：Emily Nelson，1996年11月10日—）是一名英国的女子职业自行车运动员。她曾参加荷兰阿珀尔多伦举行的2018年世界場地自由車錦標賽，结果获得女子麦迪逊赛的金牌和女子团体追逐赛的银牌。